# Nikolaos Katapodis
Nikolaos Katapodis (griechisch Νικόλαος Καταπόδης auch Nicolas Katapodis; * 1925 in Piräus) ist ein ehemaliger griechischer Diplomat.

## Leben
Katapodis studierte Rechtswissenschaft an der Universität Athen. 1951 trat er in den auswärtigen Dienst und wurde Vizekonsul in Alexandria. 1955 war er Geschäftsträger in Tripolis, Libyen. Er war Gesandtschaftssekretär erster Klasse bei der ständigen Vertretung der griechischen Regierung beim Nordatlantikrat in Brüssel. Er war Gesandtschaftsrat in Kairo und Bonn und Stellvertreter des ständigen Vertreters der griechischen Regierung bei der Europäischen Gemeinschaft in Brüssel. Von 1973 bis 1974 war er erster griechischer Botschafter in Peking, gefolgt von Kostis Vassilios. Von 1975 bis 1977 war er Botschafter in Mexiko-Stadt, gefolgt von Petros Panagiotopoulos. Von 1978 bis 1981 leitete er die griechische Mission beim UN-Hauptquartier in New York City.
Von 1985 bis 1986 war er Botschafter in Bonn. 1987 wurde er in den Ruhestand versetzt.

## Ehrungen
Er wurde mit Orden von Mexiko, Italien (1982), dem Heiligen Stuhl, Portugal, Österreich, Spanien und Ägypten ausgezeichnet.  
- Großkommandeur des Phönix-Ordens
- Großes Bundesverdienstkreuz (13. November 1967)[5]
- Großkreuz des Verdienstordens der Italienischen Republik (1982)
- Großkreuz des Ordens des Infanten Dom Henrique (1983)
- Großes Bundesverdienstkreuz mit Stern und Schulterband (5. Januar 1987)[5]